# كونجي هارفست (فلم)
حصاد كونجي (بالإنجليزية: Kongi's Harvest) هو فيلم درامي نيجيري من إخراج أوسي ديفيس. الفيلم مقتبس من سيناريو للكاتب وول سوينكا مقتبس من مسرحيته عام 1965 التي تحمل نفس الاسم. سوينكا، هو كاتب مسرحي وشاعر نيجيري، وأول أفريقي يحصل على جائزة نوبل في الأدب عام 1986،
الفيلم من إنتاج شركة كالبيني نيجيريا فيلمز التابعة لفرانسيس أولاديل. تدور القصة حول انحطاط الحكم الشخصي في أفريقيا المستقلة وتسخر من الاستبداد الناتج من حيث المواجهة بين سياسي شعبوي وحاكم تقليدي. ويقال إن الفيلم يعكس الاتجاه المتزايد للديكتاتوريات والحكم الاستبدادي في أفريقيا في السبعينيات.

## روابط خارجية
- مقالات تستعمل روابط فنية بلا صلة مع ويكي بيانات